# Strażnica KOP „Dorofijówka”

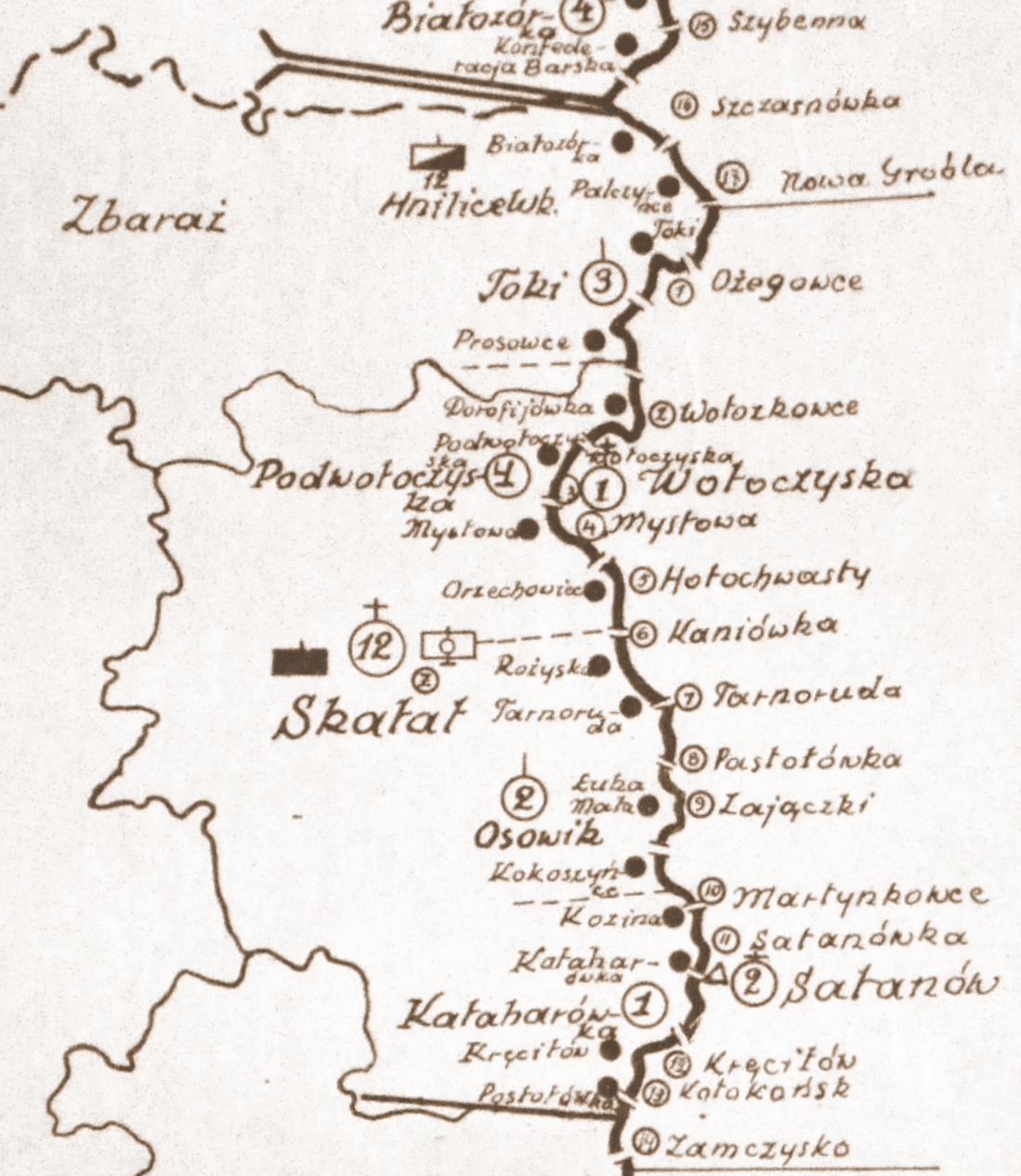
Rozmieszczenie batalionu KOP „Skałat” w 1931

Strażnica KOP „Dorofijówka” – zasadnicza jednostka organizacyjna Korpusu Ochrony Pogranicza pełniąca służbę ochronną na granicy polsko-sowieckiej.

## Formowanie i zmiany organizacyjne
W 1925, w składzie 4 Brygady Ochrony Pogranicza, został sformowany 12 batalion graniczny. W 1928 w skład batalionu wchodziło 17 strażnic. W latach 1928–1939 w strukturze organizacyjnej 1 kompanii granicznej KOP „Podwołoczyska” funkcjonowała strażnica KOP „Dorofijówka” . Strażnica liczyła około 18 żołnierzy i rozmieszczona była przy linii granicznej z zadaniem bezpośredniej ochrony granicy państwowej.
W 1932 obsada strażnicy zakwaterowana była w budynku KOP. Strażnicę z macierzystą kompanią łączył trakt długości 2,8 km i droga polna długości 4,5 km.

## Służba graniczna
Podstawową jednostką taktyczną Korpusu Ochrony Pogranicza przeznaczoną do pełnienia służby ochronnej był batalion graniczny. Odcinek batalionu dzielił się na pododcinki kompanii, a te z kolei na pododcinki strażnic, które były „zasadniczymi jednostkami pełniącymi służbę ochronną”, w sile półplutonu. Służba ochronna pełniona była systemem zmiennym, polegającym na stałym patrolowaniu strefy nadgranicznej, wystawianiu posterunków alarmowych, obserwacyjnych i kontrolnych stałych, patrolowaniu i organizowaniu zasadzek w miejscach rozpoznanych jako niebezpieczne, kontrolowaniu dokumentów i zatrzymywaniu osób podejrzanych, a także utrzymywaniu ścisłej łączności między oddziałami i władzami administracyjnymi.
Strażnica KOP „Dorofijówka” w 1932 ochraniała pododcinek granicy państwowej szerokości 9 kilometrów 250 metrów od słupa granicznego nr 1894 do 1902, a w 1938 pododcinek szerokości 9 kilometrów 875 metrów od słupa granicznego nr 1892 do 1903.
Sąsiednie strażnice:
- strażnica KOP „Prosowce” ⇔ strażnica KOP „Staromiejszczyzna” – 1928[2]
- strażnica KOP „Prosowce” ⇔ strażnica KOP „Podwołoczyska” – 1929[3], 1931[4] , 1932[5], 1934[6]
- strażnica KOP „Toki” ⇔ strażnica KOP „Podwołoczyska” – 1938[7]